# DNA-methylering
DNA-methylering er en biologisk proces, hvorved methylgrupper tilsættes til DNA-molekylet. Denne proces er måden epigenetik fungerer på. Methylering kan ændre aktiviteten af et DNA-segment uden at ændre sekvensen. Når det er placeret i en genpromotor, virker DNA-methylering typisk til at undertrykke gentranskription.
 Der er for få eller ingen kildehenvisninger i denne artikel, hvilket er et problem. Du kan hjælpe ved at angive troværdige kilder til de påstande, som fremføres i artiklen.